# Welcome to: Our House
Welcome to: Our House (englisch für „Willkommen in: Unser Haus“) ist das zweite Studioalbum der US-amerikanischen Rap-Gruppe Slaughterhouse. Es erschien am 27. August 2012 als Standard- und Deluxe-Edition über die Labels Shady Records und Interscope.

## Entstehung und Promotion
Die Veröffentlichung des Albums wurde mehrfach – von Mai 2012 auf August 2012 – verschoben. Kurz vor Erscheinen des Tonträgers erfolgte die Veröffentlichung des Mixtapes On the House am 19. August 2012.

## Produktion und Samples
Eminem fungierte bei dem Album als ausführender Produzent, mixte die Lieder und produzierte das Intro The Slaughter, den Skit We Did It sowie den Song Asylum. Außerdem wirkte er bei verschiedenen Songs als Co-Produzent mit. Jeweils zwei Produktionen stammen von Alex da Kid (Our House, Rescue Me), Mr. Porter (Throw It Away, Die), Boi-1da (Goodbye, Our Way (Outro)) und T-Minus (Throw That, Frat House). AraabMuzik produzierte das Lied Hammer Dance und die Instrumentals zu My Life und Walk of Shame schuf StreetRunner in Zusammenarbeit mit Sarom beziehungsweise I.L.O. Der Track Coffin wurde von Hit-Boy produziert, während Black Key und Zukhan Flip a Bird produzierten. Weitere Produktionen stammen von J.U.S.T.I.C.E. League (The Other Side) und No I.D. (Get Up). Kane Beatz schuf das Instrumental zu Park It Sideways und in Zusammenarbeit mit JMIKE den Beat von Place to Be.
Bei sieben Liedern wurden Samples von Titeln anderer Künstler verwendet. So sampelt Get Up den Track Ali In the Jungle der Rockband The Hours. Für My Life wurde ein Sample des Songs The Rhythm of the Night der Band Corona verwendet und das Lied Flip a Bird enthält ein Sample von Little Bird der Sängerin Imogen Heap. Throw It Away beinhaltet Elemente des Stückes UFO der Band ESG, während Park It Sideways ein Sample des Songs Real Love von der Band Delorean enthält. Außerdem sampelt Walk of Shame das Lied Light of the Morning von der Gruppe Band of Skulls und Hammer Dance enthält Elemente des Tracks Falling Away From Me von Korn.

## Covergestaltung
Das Albumcover zeigt ein weißes Haus, das etliche Beschädigungen, wie eingeschlagene Fensterscheiben und Brandspuren, aufweist. Vor dem Gebäude befinden sich verstreute Gegenstände, wie brennende Musikboxen, ein Swimming-Pool und ein Hausschwein. An der Hauswand stehen in grau die Wörter: Welcome to und größer in rot Our House. Das Slaughterhouse-Logo befindet sich im Himmel über dem Dach.

## Gastbeiträge
Sieben bzw. neun Lieder des Albums enthalten Gastauftritte anderer Künstler. So ist der Labelchef Eminem auf den Liedern Our House, Throw That und Asylum zu hören. Bei Coffin werden Slaughterhouse von Busta Rhymes unterstützt, während Swizz Beatz auf Throw It Away in Erscheinung tritt. Der Sänger CeeLo Green ist im Refrain des Liedes My Life zu hören und Skylar Grey wirkt bei den Stücken Our House sowie Rescue Me mit. Außerdem hat B.o.B einen Gastbeitrag auf Place to Be und der Sänger Sly Jordan ist bei dem Lied Die vertreten.

## Titelliste
| #  | Titel                 | Gastbeiträge           | Produzent              | Länge | Besetzung |
| -- | --------------------- | ---------------------- | ---------------------- | ----- | --- |
| 1  | The Slaughter (Intro) |                        | Eminem                 | 1:16  | |
| 2  | Our House             | Eminem und Skylar Grey | Alex da Kid            | 5:58  | 1. Vers: Royce da 5′9″ 2. Vers: Joell Ortiz Interlude: Joe Budden 3. Vers: Crooked I, Eminem Refrain: Eminem, Skylar Grey                         |
| 3  | Coffin                | Busta Rhymes           | Hit-Boy                | 3:41  | Intro: Busta Rhymes 1. Vers: Joe Budden 2. Vers: Joell Ortiz 3. Vers: Crooked I 4. Vers: Royce da 5'9" Refrain: Busta Rhymes Outro: Royce da 5'9" |
| 4  | Throw That            | Eminem                 | T-Minus                | 3:57  | 1. Vers: Royce da 5'9" 2. Vers: Crooked I 3. Vers: Joe Budden, Joell Ortiz Refrain/Bridge: Eminem                                                 |
| 5  | Hammer Dance          |                        | AraabMuzik             | 3:43  | 1. Vers: Joell Ortiz 2. Vers: Crooked I 3. Vers: Joe Budden Refrain: Royce da 5'9"                                                                |
| 6  | Get Up                |                        | No I.D.                | 5:01  | 1. Vers: Royce da 5'9" 2. Vers: Crooked I 3. Vers: Joell Ortiz 4. Vers: Joe Budden                                                                |
| 7  | My Life               | CeeLo Green            | StreetRunner und Sarom | 4:21  | 1. Vers: Crooked I 2. Vers: Joell Ortiz 3. Vers: Joe Budden, Royce da 5'9" Refrain/Bridge: CeeLo Green                                            |
| 8  | We Did It (Skit)      |                        | Eminem                 | 0:41  | |
| 9  | Flip a Bird           |                        | Black Key und Zukhan   | 4:20  | 1. Vers: Royce da 5'9" 2. Vers: Joe Budden, Crooked I 3. Vers: Joell Ortiz                                                                        |
| 10 | Throw It Away         | Swizz Beatz            | Mr. Porter             | 4:15  | 1. Vers: Royce da 5'9" 2. Vers: Joell Ortiz 3. Vers: Crooked I 4. Vers: Joe Budden Refrain: Swizz Beatz                                           |
| 11 | Rescue Me             | Skylar Grey            | Alex da Kid            | 3:39  | 1. Vers: Royce da 5'9", Joell Ortiz 2. Vers: Crooked I, Joe Budden Refrain: Skylar Grey                                                           |
| 12 | Frat House            |                        | T-Minus                | 3:48  | Intro: Eminem 1. Vers: Royce da 5'9" 2. Vers: Crooked I 3. Vers: Joe Budden, Joell Ortiz Refrain: Royce da 5'9"                                   |
| 13 | Goodbye               |                        | Boi-1da                | 5:02  | 1. Vers: Joe Budden 2. Vers: Crooked I 3. Vers: Joell Ortiz                                                                                       |
| 14 | Park It Sideways      |                        | Kane Beatz             | 3:56  | 1. Vers: Royce da 5'9", Joe Budden 2. Vers: Crooked I, Joell Ortiz Refrain: Royce da 5'9"                                                         |
| 15 | Die                   | Sly Jordan             | Mr. Porter             | 5:04  | 1. Vers: Royce da 5'9" 2. Vers: Crooked I 3. Vers: Joe Budden Refrain: Sly Jordan                                                                 |
| 16 | Our Way (Outro)       |                        | Boi-1da                | 5:39  | Intro: Royce da 5'9" 1. Vers: Royce da 5'9" 2. Vers: Joell Ortiz 3. Vers: Joe Budden 4. Vers: Crooked I Refrain: Royce da 5'9"                    |

Bonus-Songs der Deluxe-Edition:
| #  | Titel          | Gastbeiträge | Produzent                      | Länge | Besetzung |
| -- | -------------- | ------------ | ------------------------------ | ----- | --- |
| 17 | Asylum         | Eminem       | Eminem                         | 4:02  | 1. Vers: Joell Ortiz 2. Vers: Crooked I 3. Vers: Royce da 5'9" Refrain: Eminem                                   |
| 18 | Walk of Shame  |              | StreetRunner, Sarom und I.L.O. | 4:06  | 1. Vers: Royce da 5'9" 2. Vers: Crooked I 3. Vers: Joe Budden 4. Vers: Joell Ortiz                               |
| 19 | The Other Side |              | J.U.S.T.I.C.E. League          | 4:09  | 1. Vers: Royce da 5'9" 2. Vers: Joell Ortiz 3. Vers: Joe Budden                                                  |
| 20 | Place to Be    | B.o.B        | Kane Beatz und JMIKE           | 3:54  | 1. Vers: Crooked I, Royce da 5'9" 2. Vers: Joell Ortiz, Joe Budden 3. Vers: B.o.B, Slaughterhouse Refrain: B.o.B |

## Chartplatzierungen und Singles
Mit etwa 52.000 verkauften Exemplaren in der ersten Woche stieg Welcome to: Our House auf Platz 2 in die US-amerikanischen Charts ein und hielt sich sechs Wochen in den Top 200. Auch in der Schweiz (#76, 1 Wo.) und Großbritannien (#33, 1 Wo.) konnte sich das Album in den Charts platzieren.
Als erste Single wurde das Lied Hammer Dance am 13. März 2012 zum Download bei iTunes veröffentlicht, die zweite Single My Life folgte am 15. Mai 2012 und die dritte Auskopplung Throw It Away am 2. Juli 2012. Am 14. und 21. August 2012 wurden außerdem die Songs Goodbye beziehungsweise Throw That als Download-Singles veröffentlicht. Bis auf Throw That (US #98) konnte sich keine Single in den Charts platzieren.
| Jahr | Titel                 | Höchstplatzierung, Gesamtwochen, AuszeichnungChartplatzierungen (Jahr, Titel, Platzierungen, Wochen, Auszeichnungen, Anmerkungen) | Höchstplatzierung, Gesamtwochen, AuszeichnungChartplatzierungen (Jahr, Titel, Platzierungen, Wochen, Auszeichnungen, Anmerkungen) | Höchstplatzierung, Gesamtwochen, AuszeichnungChartplatzierungen (Jahr, Titel, Platzierungen, Wochen, Auszeichnungen, Anmerkungen) | Höchstplatzierung, Gesamtwochen, AuszeichnungChartplatzierungen (Jahr, Titel, Platzierungen, Wochen, Auszeichnungen, Anmerkungen) | Höchstplatzierung, Gesamtwochen, AuszeichnungChartplatzierungen (Jahr, Titel, Platzierungen, Wochen, Auszeichnungen, Anmerkungen) | Anmerkungen |
| Jahr | Titel                 | DE | AT | CH | UK | US | Anmerkungen |
| ---- | --------------------- | --- | --- | --- | --- | --- | ----------- |
| 2012 | Welcome to: Our House | — | — | CH76 (1 Wo.)CH | UK33 (1 Wo.)UK | US2 (6 Wo.)US |             |

## Rezeption
Welcome to: Our House wurde von Kritikern überwiegend positiv bewertet. Die Seite Metacritic errechnete aus zehn Kritiken englischsprachiger Medien einen Schnitt von 70 %.